# Дзевоключ
Дзево́ключ (пол.  Dziewoklucz) — село в Польше на территории гмины Будзынь Ходзеского повета Великопольского воеводства.

## География
Село находится в 14 км от города Ходзеж и 59 км от центра воеводства города Познань.

## История
В 1943 году во время оккупации село было переименовано в «Siebenschlößchen».
С 1975 по 1998 год село входило в Пильское воеводство.